# Подъёмная улица (Москва)
Подъёмная у́лица (название с 22 августа 1958 года) — улица в Юго-Восточном административном округе города Москвы на территории Нижегородского района.

## История
Улица получила своё название 22 августа 1958 года по расположению вблизи Подъёмного переулка, в свою очередь названного по заводу подъёмных машин.

## Расположение
Подъёмная улица проходит от улицы Рогожский Посёлок на северо-восток до Перовского проезда, с юго-востока к улице примыкает Смирновская улица. Нумерация домов начинается от улицы Рогожский Посёлок.

## Примечательные здания и сооружения
По нечётной стороне:
- д. 9 — Дом культуры Московского завода автоматических линий и специальных станков;
- д. 15 — Московский политехнический колледж.

По чётной стороне:
- д. 2 — школа № 459 (бывший старообрядческий богословско-учительский институт);
- д. 12 — Евразийский открытый институт (ЕАОИ)
- д. 12а - Центральное конструкторское бюро тяжелого машиностроения (разработка агрегатов наземного обслуживания первых ракет Р-1, Р-2, Р-5, Р-7 и др.)
- д. 14 — Московский завод автоматических линий и специальных станков.

## Транспорт

### Автобус
- 340, 365, 567, 759, 805: от улицы Рогожский Посёлок до Перовского проезда.

### Железнодорожный транспорт
- Платформа Калитники Курского направления Московской железной дороги (МЦД-2)— юго-западнее улицы, между Третьим транспортным кольцом и Нижегородской улицей.